# Allée de Madrid-à-Neuilly
L'allée de Madrid-à-Neuilly est une voie située dans le 16e arrondissement de Paris, en France.

## Situation et accès
Elle se trouve au nord-ouest du bois de Boulogne.

## Origine du nom
La voie est ainsi nommée car elle longe le site de l'ancien château de Madrid, à Neuilly-sur-Seine.